# 呼延晏
呼延 晏（こえん あん、生没年不詳）は、漢（後の前趙）の政治家・武将である。遠祖は匈奴系の貴種である「呼衍部」もしくは「呼延部」の首長の末裔。漢の元勲の呼延翼は従父にあたり、呼延攸は従兄弟にあたる。

## 生涯
304年に匈奴族の大単于に就任した劉淵が西晋への反乱を起こすと、呼延の一族は彼に付き従った。呼延晏も劉淵に仕え、後に衛尉に任じられた。劉淵の崩御後、彼の子の劉聡の時期に使持節・前鋒大都督・前軍大将軍に任じられ、いずれも漢の重臣であった王弥・劉曜・石勒らと共に西晋の都の洛陽への侵攻を命じられた。呼延晏が河南へ侵攻すると、迎え撃つ西晋軍を十二度に渡って打ち破り、3万人以上の晋兵を討ち取ると、そのまま王弥らが到着する前に単独で洛陽攻撃に入って平昌門を陥落させ、東陽門・宜陽門と諸々の役所に火を放った。西晋の懐帝は河南尹の劉黙を派遣して呼延晏を防がせるも、呼延晏は迎え撃ってきた西晋軍を杜門において大いに撃ち破った。だが他の軍がまだ到着していないことから、王公以下の子女二百人余りを攫うと一旦洛陽から退却した。この時懐帝は河を渡って城を脱出すべく洛水に船を集めたが、呼延晏は船団をことごとく焼き払ってこれを阻止した。
王弥・劉曜が到着すると、呼延晏は再び兵を挙げ、彼らと共に洛陽を包囲した。この時、洛陽城下では酷い食料不足に陥っており、人肉を互いに食い合って飢えを凌ぐという有様であった。百官は離散し、誰も洛陽を守り抜こうという意志がなかった。呼延晏は王弥と共に宜陽門を攻め落とすと南宮の太極前殿に上り、兵を解き放って大々的に掠奪を命じ、宮女と金銀財宝を尽く略奪した。そして懐帝および恵帝の皇后羊氏を捕らえると、平陽へ送還した。また、伝国の六璽も平陽へ送った。
312年に劉聡が皇后を同時に3人立てようとした際、重臣の陳元達はこれを強く諫めた。疎ましく思った劉聡は彼を右光禄大夫に左遷しようとしたが、これを聞いた呼延晏は自らの地位を陳元達に譲ってでも、この人事を止めるよう懇願した。これを受けた劉聡は、仕方なく陳元達を御史大夫・儀同三司に任じた。318年に劉聡が崩御し、後を継いだ子の劉粲が外戚の靳準に殺害されると、呼延晏は長安から引き返した劉曜のもとに駆け付けて彼に尊号を奉り、劉曜はこれを受けて皇帝となり靳準一派を粛清した。
320年、巴賨族（氐族の一種）の酋長であった句渠知が反乱を起こすと、皇帝の劉曜との異民族政策での対立が元で投獄されていた光禄大夫の游子遠は、獄中から上奏して劉曜を諫めた。劉曜はこれに怒り游子遠を誅殺しようとしたが、この際呼延晏は「游子遠は幽閉されたのにもかかわらず、諫言を行いました。これは社稷の臣と呼ばれる立派な行いで、自分の命よりも国を思ってることの現れです。もし陛下が游子遠を用いなかったとしても、殺してよい理由にはなりません。もし朝に游子遠を誅するならば、我らは夜には命を絶ち、それをもって陛下の誤りを明らかにしましょう。天下の人は皆、陛下の下から去り、西海で死ぬことでしょう。そうなれば陛下は、誰と行動を共にするつもりですか」と述べ劉曜を諫めた。これを聞いた劉曜は怒りを収め、游子遠を許した。
323年8月、劉曜が既に皇太子に立てられていた三男の劉煕を廃し、代わってその時期に行方不明となっていた次男で劉胤を新たに皇太子に立てようとすると、呼延晏らは「陛下は西周や後漢を模範とされ、国家のために無窮の計を立てられました。これは、われら諸臣だけではなく、宗廟や四海の福となります」と賛成した。これ以降の事跡は記されていない。